# Mignon (opera)
A Mignon Ambroise Thomas operája három felvonásban, öt képben. A szerző legismertebb műve a Hamlet mellett. 
Szövegét Goethe Wilhelm Meister tanulóévei című műve nyomán Jules Barbier és Michel Carré írta.

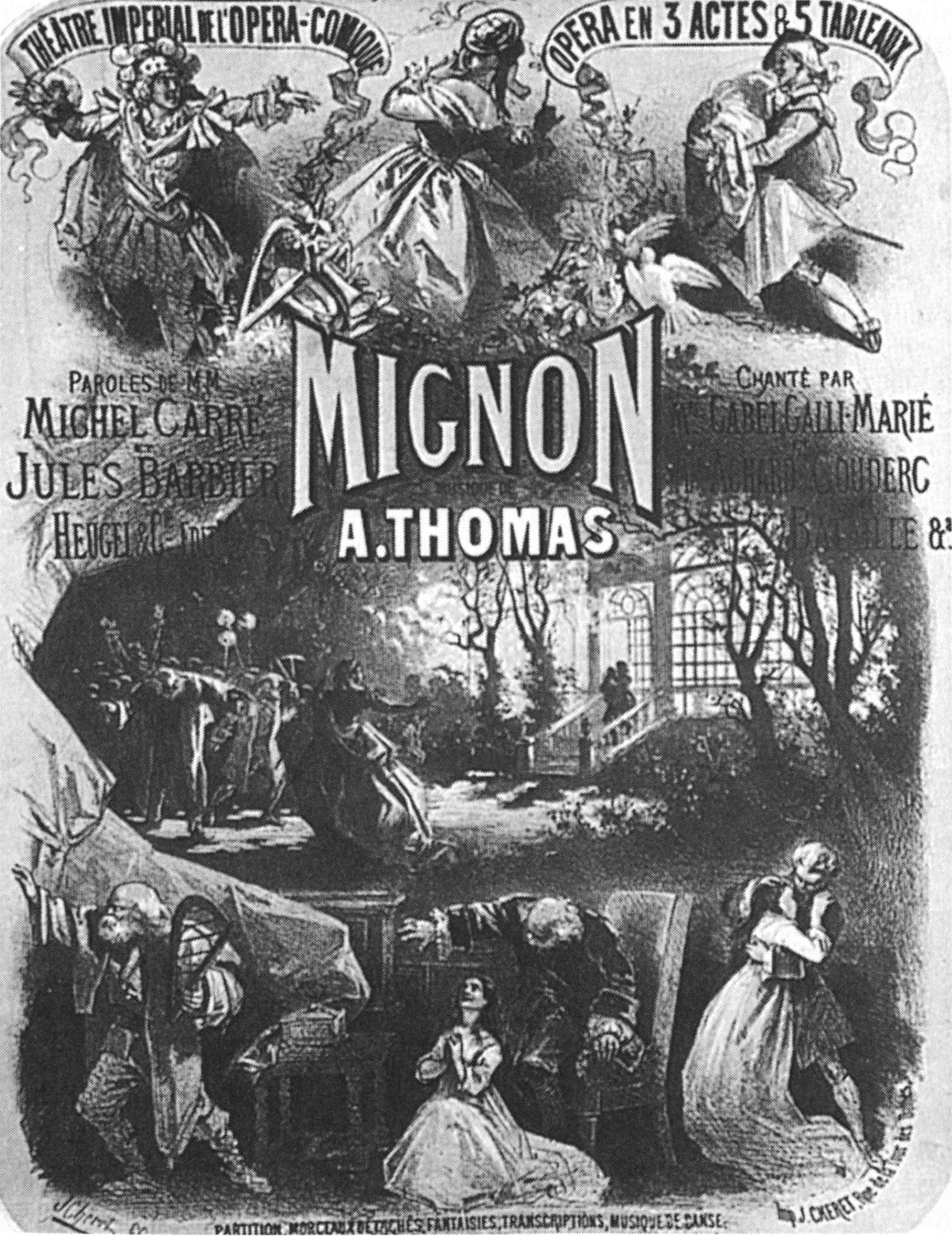
Az ősbemutató plakátja (Jules Chéret terve)

Ősbemutatója a párizsi Opéra Comique-ban volt, 1866. november 17-én, 1894-ben már az 1000. előadást tartották itt. Első külföldi előadása a következő évben, Antwerpenben volt. Gyorsan eljutott az egész (operai) világba. 1868: Bécs, Genf, Weimar; 1869: Baden-Baden, Berlin, Prága. Londonban a Drury Lane mutatta be olaszul, 1870. július 5-én (angolul: 1880). Európán kívül először New Yorkban, az ottani Zeneakadémián játszották 1871. november 22-én (itt is olaszul), a Metropolitan Operában 1883. október 21-én kezdték játszani. Buenos Airesben 1881-ben volt a bemutató. Kelet-Európa: Szentpétervár: 1871, Varsó: 1873, Szófia: 1921, Bukarest: 1929. A 20. század közepéig az egyik legnépszerűbb francia opera volt világszerte.
Magyarországon Ormai Ferenc fordításában a Nemzeti Színház mutatta be 1873. szeptember 20-án, az Operaház 1886. október 10-én játszotta először, utolsó hazai előadása is itt volt, 1933. május 6-án. A Népopera egy héttel megnyitása után, 1911. december 15-én mutatta be és fennállása alatt gyakran játszotta.
Cselekménye a 18. század végén zajlik, az I. és II. felvonásban Németországban, a III. felvonásban Itáliában.

## Személyek

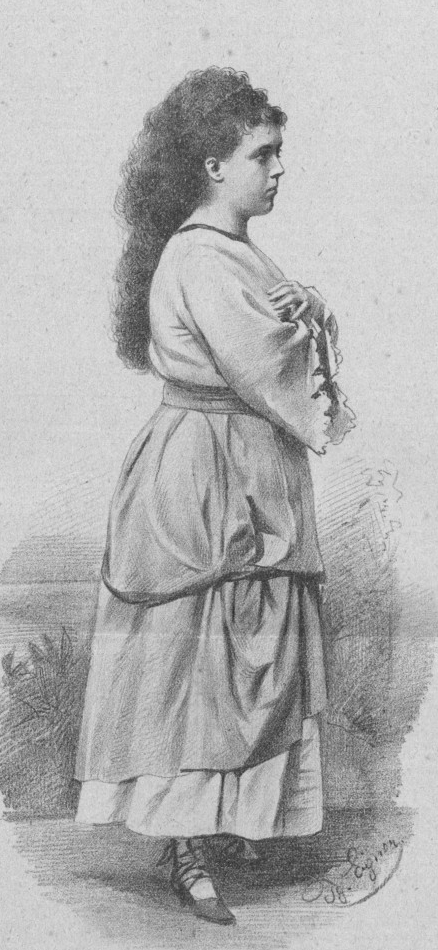
Ehnn Berta a címszerepben (Bécs, 1885)

| Név                                                         | Hangfekvés     |
| ----------------------------------------------------------- | -------------- |
| MIGNON, akit gyermekkorában elraboltak egy olasz kastélyból | mezzoszoprán   |
| PHILINE, színésznő                                          | szoprán        |
| FREDERICK, fiatal nemes                                     | tenor vagy alt |
| WILHELM, utazó diák                                         | tenor          |
| LAERTES, színész                                            | tenor          |
| LOTHARIO                                                    | basszus        |
| JARNO, cigány                                               | basszus        |
| ANTONIO, szolga a kastélyban                                | basszus        |
| Városiak, cigányok, színészek, szolgák.                     | vegyeskar      |

## Diszkográfia
- Marilyn Horne (Mignon), Alain Vanzo (Wilheim Meister), Ruth Welting (Philine), Nical Zaccaria (Lothario), Frederica von Stade (Frédéric) stb.; Ambrosian Operakórus, Philharmonia Zenekar, vez. Antonio de Almeida (1977) Sony Classical 88697527332 [CD-kiadás]